# Gegerkalong
Gegerkalong is een bestuurslaag in het regentschap Bandung van de provincie West-Java, Indonesië. Gegerkalong telt 22.626 inwoners (volkstelling 2010).